# Ladies Night
Ladies Night é o terceiro e último álbum de estúdio do girl group britânico Atomic Kitten, lançado em 10 de novembro de 2003. "If You Come to Me" foi lançado como o primeiro single do álbum em 27 de Outubro de 2003, seguido pelo segundo single "Ladies Night" com Kool & the Gang, foi lançado em 15 de dezembro de 2003. O terceiro e último single "Someone Like Me" foi lançado em 29 de março de 2004 e foi o último single oficial do grupo após o anúncio do seu hiato por tempo indefinido, embora a versão do álbum contenha somente os vocais de Liz McClarnon.
"Be with You" é apresentado no álbum, mas não aparece como um single do álbum devido ter sido lançado um ano antes, como um single duplo A-side com "The Last Goodbye", que apareceu no segundo álbum do grupo Feels So Good (2002). O álbum não vendeu bem como seus dois álbuns anteriores (nos quais ambos foram certificados de dupla platina no Reino Unido), mas ainda alcançou o número 5 no UK Albums Chart e alcançou uma certificação de platina.

## Informações
| Críticas profissionais | Críticas profissionais |
| Avaliações da crítica  | Avaliações da crítica  |
| Fonte                  | Avaliação              |
| ---------------------- | ---------------------- |
| AllMusic               | [ 2 ]                  |
| Bebo Reviews           | [ 3 ]                  |
| The Guardian           | [ 4 ]                  |

Em abril de 2003, o grupo lançou o álbum Atomic Kitten, foi lançado nos Estados Unidos, que consistia em faixas dos dois primeiros álbuns do trio. O álbum foi um fracasso comercial, Embora single o "Tide is High (Get the Feeling)", tenha aparecido na trilha sonora do filme The Lizzie McGuire Movie (2003) da Disney Channel. Em seguinda o grupo optou por concentrar-se exclusivamente no mercado Europeu, Oceania, Sul Africano e os mercados asiáticos e começou a trabalhar em seu terceiro álbum.
Antes das gravações começarem, o grupo de R&B Kool & the Gang, convidou o grupo para participar de seu álbum de colaboração de duetos, Odyssey (2004). Kool & the Gang queria gravar uma versão atualizada do seu hit "Ladies Night" e foram à procura de um girl group, para cantar as letras. Atomic Kitten gostaram do conceito e perguntou se elas poderiam usá-la também, em seu próximo álbum, que foi posteriormente chamado Ladies Night em agradecimento a esta colaboração. No final de 2002 e início de 2003, as meninas passaram no estúdio gravando o seu terceiro álbum de estúdio. Até a gravação de Ladies Night, o grupo contou principalmente com compositores, embora ocasionalmente tiveram canções co-escritas, que entraram em seus álbuns. Durante as gravações, elas decidiram estarem mais diretamente envolvidas na criação das canções.

## Performance comercial
Ladies Night estreou no número cinco no UK Albums Chart, vendendo 48.000 cópias na primeira semana de seu lançamento. Foi um declínio significativo em comparação as vendas dos dois primeiros álbuns de estúdio da banda, Right Now (2000) e o segundo Feels So Good (2002), ambos os quais foram certificado de dupla platina pela British Phonographic Industry (BPI), tornando-se número um em hits. Um sucesso mediano, no entanto Ladies Night foi disco de platina pelo BPI pelas vendas de mais de 300.000 cópias, no Reino Unido.

## Faixas
| N.º            | Título                                     | Compositor(es)                                                                  | Produtor(es)                                                        | Duração |  |
| 1.             | "Ladies Night" (featuring Kool & the Gang) | Ronald Bell Kool & the Gang                                                     | Khalis Bayyan Leigh Guest Andy Whitmore Ash Howes Martin Harrington | 3:08    |  |
| 2.             | "Be with You"                              | Greg Wilson Tracey Carmen Martin Foster Jeff Lynne                              | Howes Harrington                                                    | 3:38    |  |
| 3.             | "Don't Go Breaking My Heart"               | Jenny Frost Dominic Thrupp Mark Ralph Paul Olawoyin Paul Wright Theeyazan Ahmed | Howes Harrington                                                    | 3:43    |  |
| 4.             | "If You Come to Me"                        | Richard "Biff" Stannard Julian Gallagher Sharon Murphy Howes Harrington         | Stannard Gallagher Howes Harrington                                 | 3:46    |  |
| 5.             | "Believer"                                 | Billy Steinberg Rick Nowels Jennie Lofgren                                      | Howes Harrington Nowels                                             | 3:46    |  |
| 6.             | "Everything Goes Around"                   | Frost Anthony Griffiths Christopher Griffiths                                   | Howes Harrington                                                    | 3:06    |  |
| 7.             | "Somebody like You"                        | Natasha Hamilton Rob Davis Howes Harrington                                     | Howes Harrington Davis                                              | 3:57    |  |
| 8.             | "Nothing in the World"                     | Steve Robson Karen Poole Troy Verges                                            | Robson                                                              | 3:59    |  |
| 9.             | "Always Be My Baby"                        | Liz McClarnon Gary Barlow Eliot Kennedy Tim Woodcock                            | The True North Music Company                                        | 3:20    |  |
| 10.            | "I Won't Be There"                         | Hamilton Barlow Kennedy Woodcock                                                | The True North Music Company                                        | 3:53    |  |
| 11.            | "Never Get Over You"                       | McClarnon Davis                                                                 | Howes Harrington                                                    | 3:57    |  |
| 12.            | "Don't You Know"                           | Davis Howes Harrington                                                          | Howes Harrington Davis                                              | 3:24    |  |
| 13.            | "Loving You"                               | Johnny Pedersen Karsten Dahlgaard Maria Christensen Vincent DeGiorgio           | Howes Harrington                                                    | 3:11    |  |
| 14.            | "Don't Let Me Down"                        | Frost Howes Harrington                                                          | Howes Harrington                                                    | 3:40    |  |
| 15.            | "Someone like Me"                          | McClarnon Ciaron Bell                                                           | Bell                                                                | 2:09    |  |
| Duração total: | Duração total:                             | Duração total:                                                                  | Duração total:                                                      | 52:37   |  |

| Faixas bônus da edição japonesa |                                  |                                                  |                         |         |  |
| N.º                             | Título                           | Compositor(es)                                   | Produtor(es)            | Duração |  |
| 16.                             | "Eternal Flame" (Versão single)  | Billy Steinberg Kelly Susanna Hoffs              | Ray Ruffin              | 3:15    |  |
| 17.                             | "Whole Again" (Versão de 2001)   | McCluskey Stuart Kershaw Jem Godfrey Bill Padley | Engine                  | 3:05    |  |
| 18.                             | "Tide is High (Get the Feeling)" | Holt, Evans, Barrett, Padley, Godfrey            | Bill Padley Jem Godfrey | 3:28    |  |
| 19.                             | "Good Times"                     | Frost Nichols Ben Chapman                        | Howes Harrington        | 3:32    |  |